# Lurnfeld (Becken)

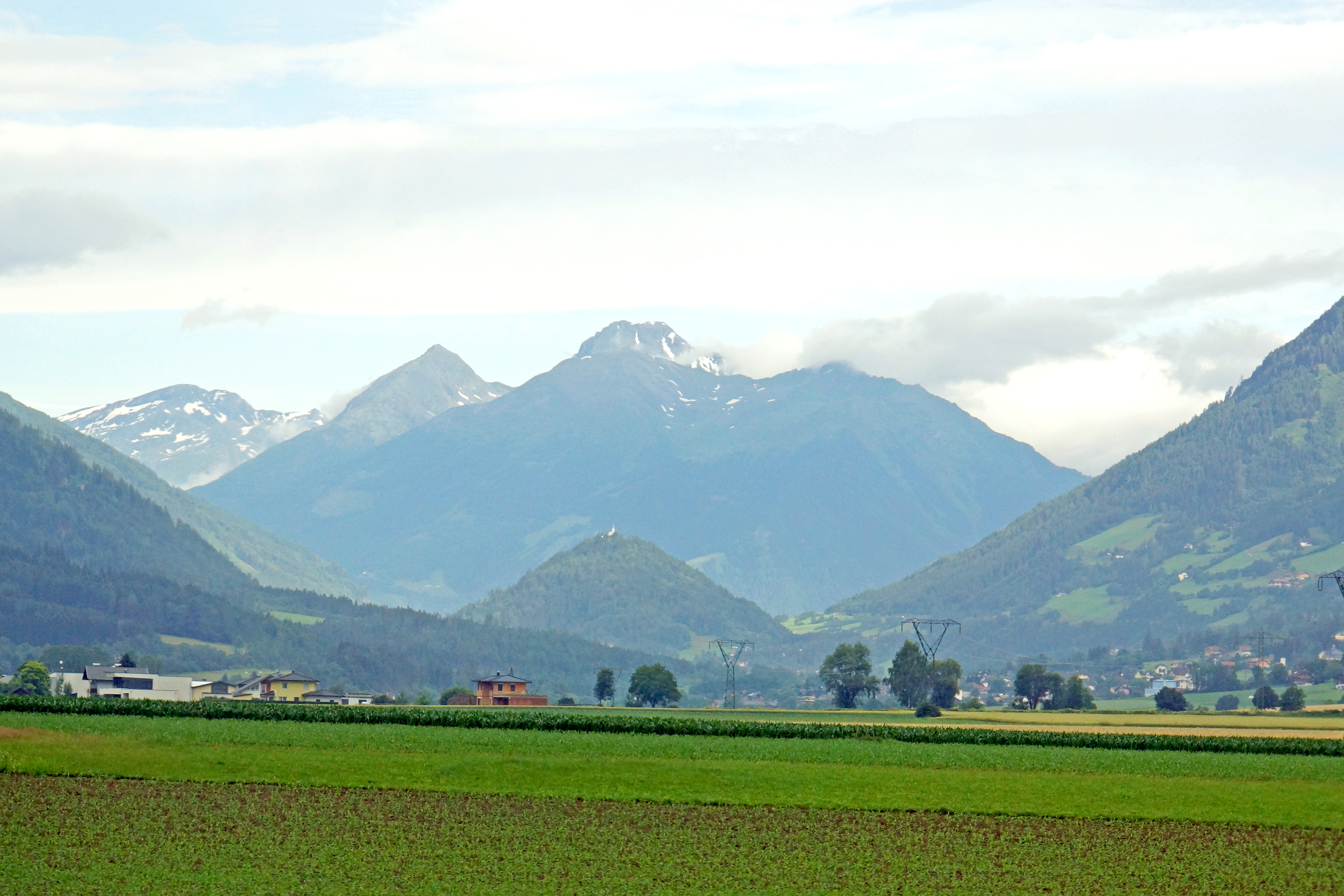
Das Lurnfeld bei Möllbrücke, im Hintergrund die Goldberggruppe.

Das Lurnfeld ist ein Gebirgsbecken in Oberkärnten bei der Mündung des Mölltals in das Drautal.
Die Seiten der Beckenlandschaft bilden im Norden die Reißeckgruppe, im Süden das Goldeck und im Südwesten die Kreuzeckgruppe. Als Westrand wird die Möllmündung angegeben, als Ostrand der Lurnbichl. Östlich bzw. unterhalb schließt das Untere Drautal an, im Südwesten verlässt die Drau durch eine Talenge bei Sachsenburg das Obere Drautal. Nach Westen hin geht das Lurnfeld in das Mölltal über.
Das Lurnfeld ist namensgebend für die Gemeinde Lurnfeld; weitere Gemeinden, die am Lurnfeld liegen oder an das Lurnfeld grenzen, sind Baldramsdorf, Lendorf, Spittal/Drau und Mühldorf und Sachsenburg.
Siedlungsspuren lassen sich bereits im Spätlatène, 2. Jahrhundert v. Chr., belegen. Sie stammen vermutlich vom alteuropäischen Volksstamm der Ambidravi. In der Römerzeit lag hier die Stadt Teurnia. Im frühen Mittelalter war das Lurntal als Zentrum des Lurngaues bedeutend.

## Belege
- Das Umland Teurnias vom 2. Jahrhundert v. Chr. bis ins 1. Jahrhundert n. Chr. – Eine Studie zur Siedlungskontinuität von der Latène- zur Römerzeit im oberen Drautal – Einleitung. Abgerufen am 10. April 2013.

Koordinaten: 46° 49′ 24″ N, 13° 26′ 37″ O